# Deep Blue Something
Deep Blue Something ist eine US-amerikanische Rockband. Sie wurde vor allem durch ihren Hit Breakfast at Tiffany’s bekannt.

## Bandgeschichte
Die Band Deep Blue Something wurde 1993 in Denton, Texas von den vier Studenten Todd und Toby Pipes, Kirk Tatom und John Kirtland gegründet. Noch im selben Jahr veröffentlichte die Band ihr erstes Album 11th Song, eine Lo-Fi-Produktion, die über ein kleines Plattenlabel in Dallas vertrieben wurde.
Nachdem die vier Bandmitglieder das Studium abgeschlossen hatten, verfolgten sie parallel zur eigentlichen beruflichen Karriere das Musikbusiness. Mit dem zweiten Album Home (diesmal veröffentlicht auf einem Major-Label) kam der große Durchbruch, die Single Breakfast at Tiffany’s (1994/95) wurde zu einem Welthit. Der Song handelt von einer Beziehung zwischen zwei Menschen, die sich nach Meinung der Frau auseinandergelebt haben. Das Einzige, was sie zugibt, mit ihrem Partner gemeinsam zu haben, ist, dass sie beide den Film Frühstück bei Tiffany mögen („we both kinda liked it“). Tourneen und zahlreiche Fernsehauftritte (u. a. Top of the Pops) folgten. Zwischenzeitlich war Gitarrist/Backgroundsänger Kirk Tatom durch Studienfreund Clay Bergus ersetzt worden. Durch den Charterfolg verlor Sänger und Bassist Todd Pipes seine Anstellung als Lehrer einer christlichen Privatschule, da die Eltern schlechten Einfluss des Rockmusikers auf ihre Kinder fürchteten.
Motiviert durch den Erfolg des Songs Breakfast at Tiffany’s wurde das erste Album 11th Song wiederveröffentlicht. Dies führte zu einem jahrelangen Rechtsstreit zwischen der Band und der Plattenfirma, da die Band das Album als qualitativ zu schlecht für eine Neuauflage befand und die Veröffentlichung verhindern wollte. Unter den Rechtsstreitigkeiten litten auch die weiteren Platten Byzantium (1998) und Deep Blue Something (2001), nach denen sich die Band aus der Öffentlichkeit zurückzog.
Die Brüder Pipes gründeten ihr eigenes Tonstudio/Plattenlabel in Dallas namens Bass Propulsion Laboratories, während Clay Bergus Manager des Feinschmeckerrestaurants seiner Frau ist, Perry’s. Toby und Clay sind Mitglieder der Band The Hundred Inevitables aus Dallas; Toby ist außerdem Teil der Band Calhoun, die 2004 in Fort Worth, Texas gegründet wurde.

## Diskografie

### Studioalben
- 1993: 11th Song
- 1994: Home
- 1998: Byzantium
- 2001: Deep Blue Something
- 2025: Lunar Phase

### EPs
- 2015: Locust House

### Singles
- 1996: Breakfast at Tiffany’s
- 1996: Halo
- 1996: Josey
- 1998: She Is
- 2001: Page Me Wolverine
- 2001: Hell in Itself
- 2001: Who Wants It
- 2015: All Make Believe Off
- 2015: Out of My Head
- 2020: Hide
- 2020: Don’t Stop
- 2022: Cherry Lime Rickey
- 2024: Saint Morrissey

## Auszeichnungen für Musikverkäufe
| Goldene Schallplatte - Australien - 1996: für die Single Breakfast at Tiffany’s - Dänemark - 2022: für die Single Breakfast at Tiffany’s | Platin-Schallplatte - Kanada - 2020: für die Single Breakfast at Tiffany’s - Neuseeland - 2021: für die Single Breakfast at Tiffany’s |

Anmerkung: Auszeichnungen in Ländern aus den Charttabellen bzw. Chartboxen sind in ebendiesen zu finden.
| Land/RegionAuszeichnungen für Musikverkäufe (Land/Region, Auszeichnungen, Verkäufe, Quellen) | Gold     | Platin     | Verkäufe  | Quellen           |
| -------------------------------------------------------------------------------------------- | -------- | ---------- | --------- | ----------------- |
| Australien (ARIA)                                                                            | Gold1    | —          | 35.000    | aria.com.au       |
| Dänemark (IFPI)                                                                              | Gold1    | —          | 45.000    | ifpi.dk           |
| Deutschland (BVMI)                                                                           | Gold1    | —          | 250.000   | musikindustrie.de |
| Kanada (MC)                                                                                  | —        | Platin1    | 80.000    | musiccanada.com   |
| Neuseeland (RMNZ)                                                                            | —        | Platin1    | 30.000    | radioscope.co.nz  |
| Vereinigte Staaten (RIAA)                                                                    | Gold1    | —          | 500.000   | riaa.com          |
| Vereinigtes Königreich (BPI)                                                                 | —        | 2× Platin2 | 1.200.000 | bpi.co.uk         |
| Insgesamt                                                                                    | 4× Gold4 | 4× Platin4 |           |                   |